# Гунунг-Паданг
Гундунг-Паданг (індонез. Gunung Padang, у перекладі укр. гора просвітлення) — мегалітична стоянка, розташована в Кар'ямукті, Західна Ява, Індонезія, за 30 кілометрів на південний захід від адміністративного центру або за 8 кілометрів від залізничної станції Лампеган.
Розташована на висоті 885 метрів над рівнем моря, пам'ятка займає пагорб, згаслий вулкан. Складається з п'яти терас, обнесених кам'яними підпірними стінами, до яких ведуть 370 послідовних андезитових сходинок, що здіймаються приблизно на 95 метрів. Гора вкрита масивними шестикутними кам'яними колонами вулканічного походження.
Сунданці вважають це місце священним і вірять, що воно стало результатом спроби короля Сілівангі побудувати палац за одну ніч.

## Історія вивчення

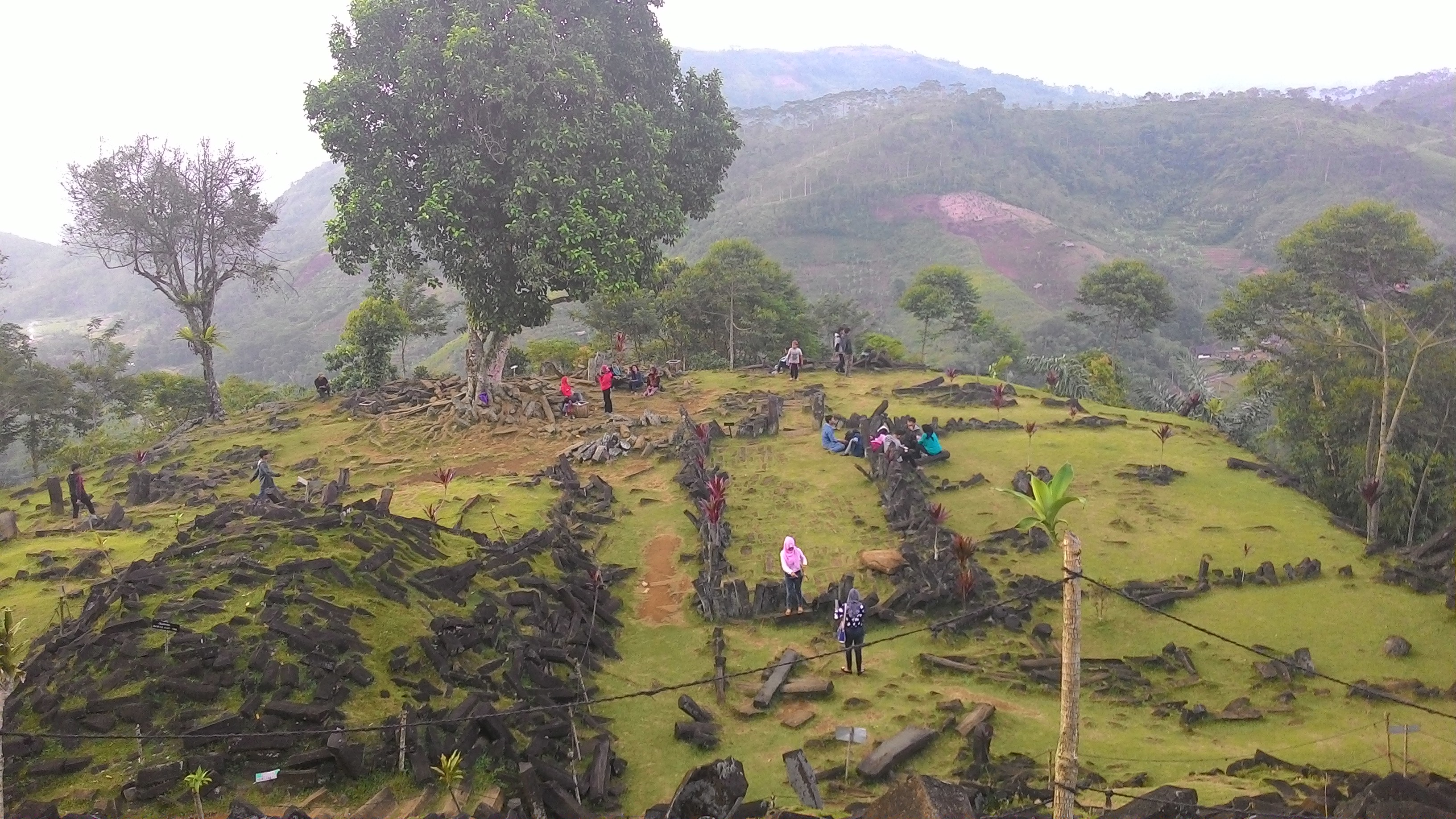
П'ята тераса мегалітичної стоянки гори Паданг

Нідерландський історик Рогір Вербек згадує про існування гори Паданг у своїй книзі «Старожитності Яви: список основних пам'яток індуїстської епохи на Яві», що базується на візиті та звіті пана де Корте у 1890 році.
Після 1914 року це місце ігнорувалося до 1979 року, коли група місцевих фермерів знову відкрила гору Паданг. Це відкриття швидко привернуло увагу Бандунгського інституту археології, Управління старожитностей, PUSPAN (нині Центр археологічних досліджень і розвитку), місцевої влади та різних громадських груп. Протягом 1980-х років ці організації проводили спільні археологічні дослідження та реставраційні роботи на горі Паданг. У 1998 році Міністерство освіти й культури Індонезії оголосило його об'єктом спадщини місцевого значення.
Наприкінці червня 2014 року Міністерство освіти й культури оголосило гору Паданг національним об'єктом, що охоплює 29 гектарів.
1 жовтня 2014 року геодезисти тимчасово зупинили розкопки, сподіваючись відновити їх за нової влади Розкопки 2014 року критикували за неналежне проведення.

## Розташування
Ділянка горбиста і важкодоступна. Комплекс має витягнуту форму, вкриваючи поверхню пагорба, облямованого рядами великих квадратних андезитових каменів. Місцевість оточена дуже глибокими долинами.

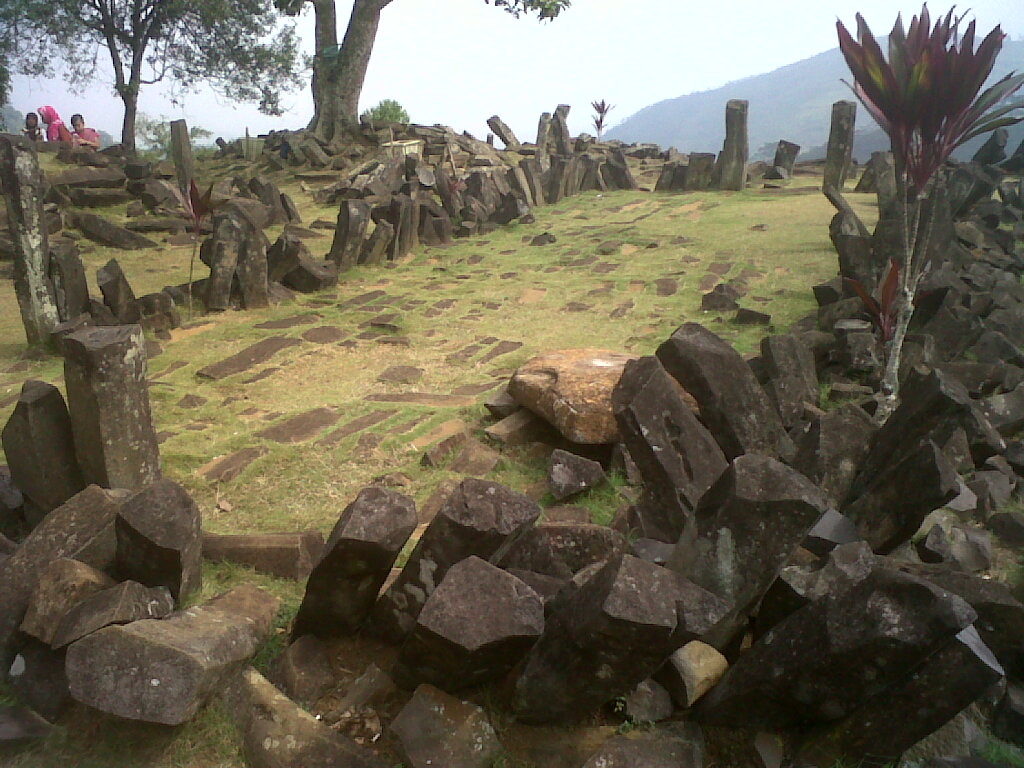
Вид на гору Паданг

Гора Паданг складається з серії п'яти штучних терас, однієї прямокутної й чотирьох трапецієподібних, які розташовані послідовно. Ці тераси також послідовно зменшуються з висотою: перша тераса є найнижчою і найбільшою, а п'ята — найвищою і найменшою.
Ці тераси простягаються вздовж центральної поздовжньої осі з північного заходу на південний схід. Вони являють собою штучні платформи, створені шляхом пониження високих місць і заповнення низьких місць насипом, поки не буде досягнута рівна поверхня. Периметри терас складаються з підпірних стін, утворених вулканічними полігональними колонами, складеними горизонтально і закріпленими вертикально у вигляді стовпів. До цього комплексу терас ведуть центральні сходи з 370 сходинками, нахил яких становить 45 градусів, а довжина — 110 м.

## Приблизний вік
Археолог Лутфі Йондрі з Бюро археології Бандунга вважає, що споруди на горі Паданг могли бути побудовані десь між 2 і 5 століттями нашої ери, тобто в пізній доісторичний період Індонезії, тоді як Гаррі Трумен Сіманджунтак припускає більш пізню історичну дату — між 6 і 8 століттями нашої ери.
Фрагменти кераміки, знайдені на горі, були датовані Бюро археології в діапазоні 45 р. до н. е. — 22 р. н. е..

## Функція
Вважається, що гора Паданг була місцем поклоніння для людей, які жили там близько 2000 років до н. е. Результати досліджень Ролана Маулуді та Хоккі Сітунґкіра вказують на можливість музичного супроводу деяких з існуючих мегалітичних каменів.

## Суперечливі теорії
У 2013 році геолог з індонезійського Національного агентства досліджень та інновацій (BRIN) Денні Гілман Натавіджаджая заявив, що Гунунг-Паданг був штучно зведений як  пірамідальна споруда між 9000 і 20 000 роками тому і це свідчить про існування у давнину на цьому місці невідомої розвиненої цивілізації. Його висновки та припущення були розкритиковані та оскаржені іншими вченими. Тридцять чотири індонезійських вчених підписали петицію, в якій поставили під сумнів мотиви та методи команди Натавіджая.
Денні Гілман Натавіджая і далі продовжував доводити правоту своїх тверджень. Зокрема у грудні 2018 року Натавіджая та його колега Анданг Бахтіар виступили на на щорічних зборах Американського геофізичного союзу, де стверджували, що пірамідальна споруда Гунунг-Паданг може бути залишками стародавнього храму, прихованого під землею протягом тисячоліть.
У жовтні 202З року в журналі «Archaeological Prospection» з’явилася стаття, у якій Денні Гілман Натавіджая з співавторами знову заявили, що Гунунг-Паданг є рукотворною пірамідою, яка могла бути побудована людьми ще 27 000 років тому. Натавіджая стверджував, що «піраміда стала символом розвиненої цивілізації», яка мала високі навички мулярства. Натавіджая та його колеги досліджували стоянку Гунунг-Паданг між 2011 і 2014 роками. Аналізуючи місцеві ґрунти, вчені дійшли висновку, що вони мають чотири шари: затверділе лавове ядро і шари порід, «розташованих як цегла». Дослідники припустили, що ці шари відбивають різні етапи будівництва. Перший з них нібито стався між 27 000 і 16 000 років тому. Подальші були зроблені між 8000 і 7500 роками тому. А останній шар, який включає видимі східчасті тераси, був встановлений між 4000 і 3100 роками тому,.
Відразу ж чимало фахівців, які мають досвід у галузі геофізики, археології та радіовуглецевого датування розкритикували цю сенсаційну статтю через численні нестикування — адже сучасна наука стверджує, що перша розвинена цивілізація з'явилась близько 12 000 років тому. Люди в цьому регіоні жили в печерах між 12 000 і 6 000 років тому, задовго після того, як нібито була побудована піраміда. Але жодні розкопки цього періоду не виявили доказів використання ними складного каменярства. Також немає чітких доказів того, що виявлені вченими шари були створені людьми, а не стали результатом природного вивітрювання та руху гірських порід. Зразки ґрунту віком 27 000 років із Гунунг-Паданга, хоча й точно датовані, не містять ознак людської діяльності, таких як деревне вугілля чи фрагменти кісток,. 
Видавець і співредактори статті дослідили ці зауваження і дійшли висновку, що стаття містила серйозну помилку і тлумачення про те, що це місце є стародавньою пірамідою, побудованою понад 9000 років тому, є хибним. На цій підставі у березні 2024 року журнал «Archaeological Prospection» опубліковану раніше на своїх сторінках статтю   Натавіджая скасував.